# Tawhida Ben Cheikh

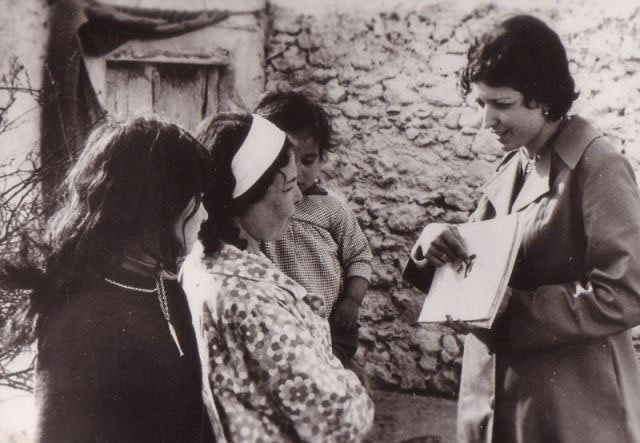

Tawhida Ben Cheikh, född 1909 och död 2010, var en tunisisk läkare och aktivist.
Hon kom från en bildad familj, och förlorade tidigt sin pappa. Hennes mamma uppfostrade ensam barnen, och uppmuntrade dem att studera. Trots motstånd från släkten, lät mamman barnen utbilda sig i Paris, och Tawhida kom att bli den första tunisiska kvinna som tog studentexamen (1928) och den första arabiska kvinna som utbildade sig till läkare (examen 1936).
Som aktivist för kvinnors rättigheter i de franska kolonierna drabbades hon av kolonialmaktens misstro, och fick inledningsvis arbeta i en egen privatklinik i Tunis, där hon specialiserar sig i gynekologi och pediatrik. Från 1955 till pensioneringen 1977 hade hon dock offentliga uppdrag, och var från 1963 central i landets satsning på familjeplanering. Inom tunisiska Röda halvmånen, som bildades 1956, verkade hon även för att uppmärksamma de fattigaste och mest utsatta i Tunisien.
I mars 2020 introducerade den tunisiska centralbanken en ny 10-dinarsedel som på framsidan bär Ben Cheikhs porträtt.